# جائزة الكرة الذهبية 2001
جائزة الكرة الذهبية 2001، جائزة سنوية تُعطى لأفضل لاعب كرة القدم في العالم من طرف مجلة فرانس فوتبول الفرنسية، كما تقرره لجنة دولية من الصحفيين الرياضيين، وفاز بالجائزة في 2001 اللاعب الإنجليزي مايكل أوين لاعب ليفربول.

## الترتيب
| الترتيب | اللاعب     | النادي      | الجنسية | النقاط |
| ------- | ---------- | ----------- | ------- | ------ |
| 1       | مايكل أوين | ليفربول     | إنجلترا | 176    |
| 2       | راؤول      | ريال مدريد  | إسبانيا | 140    |
| 3       | أوليفر كان | بايرن ميونخ | ألمانيا | 114    |